# Bella Donna (película de 1923)

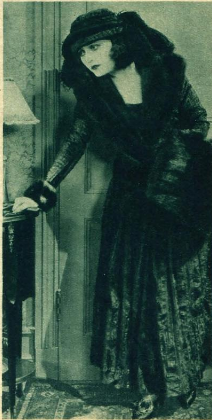
Pola Negri

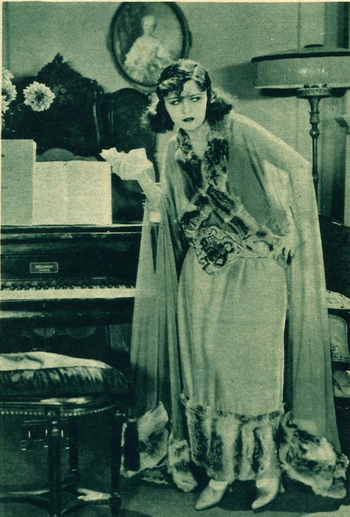
Pola Negri

Bella Donna es una película muda estadounidense de 1923, y producida por Famous Players-Lasky y publicada por Paramount Pictures. La película está basada en la novela de 1909, Bella Donna, de Robert Smythe Hichens que fue más tarde adaptada para una obra de Broadway, en 1912, protagonizada por Alla Nazimova. Esta película es también un remake de película de Paramount Bella Donna de 1915 que protagonizó Pauline Frederick. La película de 1923 estuvo dirigida por George Fitzmaurice y Pola Negri, quien protagonizaría su primera película estadounidense.

## Argumento
Bella Donna, una mujer seductora atrapa a Nigel Armine en matrimonio y él la lleva a Egipto a vivir. Cansada de su simple y sencillo marido, Bella se involucra con el brutal Mahmoud Baroudi.

## Reparto
- Pola Negri como Bella Donna
- Conway Tearle como Mahmoud Baroudi
- Conrad Nagel como Nigel Armine
- Adolphe Menjou como el Señor Chepstow
- Claude King como el Doctor Meyer Isaacson
- Lois Wilson como Patricia
- Antonio Corsi como adivino
- Macey Harlam como Ibrahim
- Robert Schable como el Doctor Hartley

## Canción
"Bella Donna (Beautiful Lady, o mujer bonita)" por Harry B. Smith, Arthur M. Brilant (Palabras) y Ted Snyder.

## Versión en Phonofilm
Se dice que la película se reprodujo con sonido proporcionado por el proceso de sonido sobre película de De Forest Phonofilm. Esto probablemente fuera sólo con la música y efectos de sonido, pero no con diálogo, y fue sólo en la premiere, el 1 de abril de 1923 en el Rivoli Theatre en la ciudad de Nueva York.
Paramount también estrenó The Covered Wagon en la Ciudad de Nueva York el 16 de marzo de 1923. Todo o alrededor de dos carretes de Covered Wagon tuvieron música grabada con el proceso Phonofilm, pero sólo se exhibió así en la premiere en el Rivoli Theater. El 15 de abril de 1923, Lee De Forest presentó un programa de 18 cortometrajes hechos en Phonofilm, también en el Rivoli Theatre.

## Estado de preservación
Una copia estaría en el Archivo Gosfilmofond en Moscú.